# Platygyra sinensis
Platygyra sinensis är en korallart som först beskrevs av Milne Edwards och Jules Haime 1849.  Platygyra sinensis ingår i släktet Platygyra och familjen Faviidae. IUCN kategoriserar arten globalt som livskraftig. Inga underarter finns listade i Catalogue of Life.